# Folly

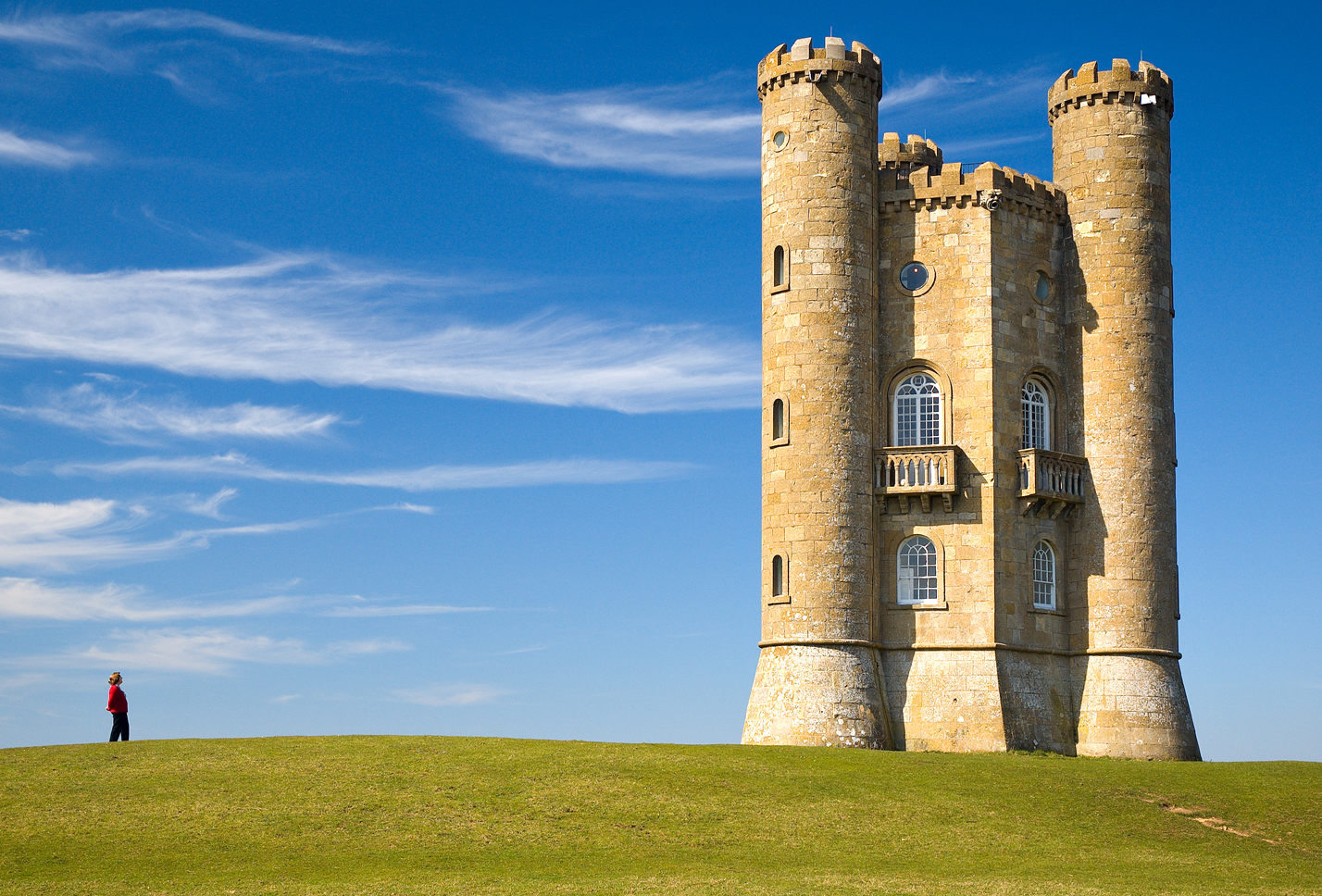
Torre de Broadway Broadway Tower, Worcestershire, Inglaterra.

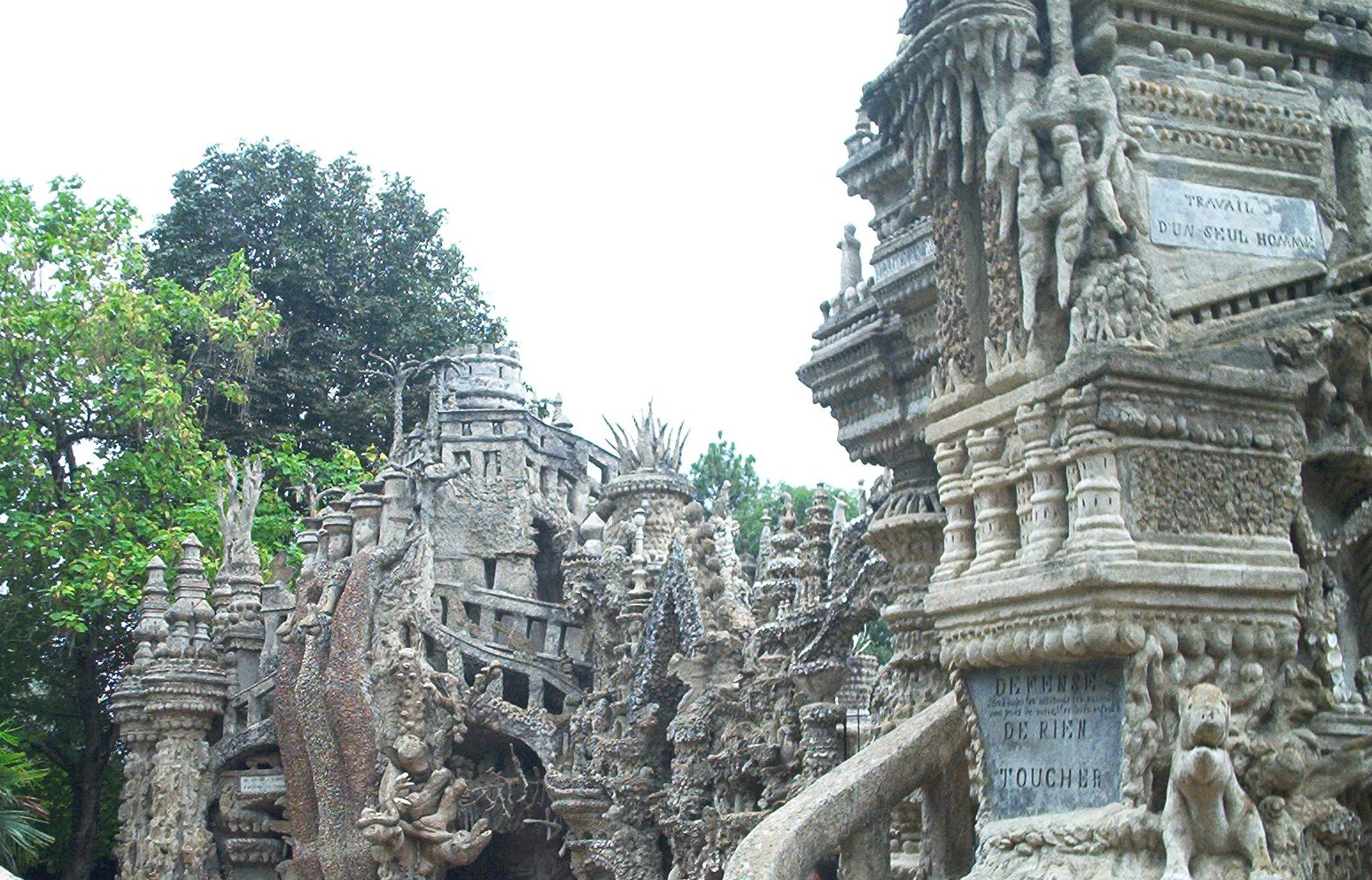
Fachada do Facteur Cheval, de Ferdinand Cheval.

Em arquitetura, um folly (em inglês, "loucura", "disparate"), como a própria palavra denuncia, é um edifício extravagante, frívolo ou irreal, projetado mais por expressão artística do que por razões funcionais.
Originalmente, tais estruturas eram frequentemente denominadas "nome do arquiteto ou construtor Folly", em honra ao indivíduo que havia sido encarregado do e/ou desenhado o projeto (tal como o complexo maciço de Ferdinand Cheval).
Todavia, muito poucos follies são completamente desprovidos de um propósito prático. Além de seu aspecto decorativo, originalmente muitos tinham um uso que foi perdido posteriormente, tal como as "torres de caça". Os follies são estruturas incompreendidas, de acordo com a The Folly Fellowship, uma instituição sem fins lucrativos que existe para celebrar a história e o esplendor destes edifícios frequentemente desprezados.
Os follies são encontrados com frequência em parques e no terreno de mansões. Alguns foram construídos deliberadamente para parecer estar parcialmente em ruínas. Este tipo foi particularmente popular do fim do século XVI até o século XVIII. Parques temáticos e feiras mundiais frequentemente contém "follies", embora tais estruturas sirvam ao propósito de atrair o público a estes parques e feiras.

## Follies da Fome
A Grande Fome da Batata irlandesa, de 1845-49 levou a construção de vários follies. A sociedade da época considerava que o laissez faire, e não um estado do bem-estar social, era a forma apropriada de governo civil. O conceito de welfare state estava a um século de distância, e naquele tempo, recompensa sem trabalho, mesmo para os necessitados, era visto como um equívoco. Todavia, contratar os necessitados para trabalhar em projetos úteis seria tirar empregos de quem já estava empregado. Assim, projetos de construção denominados "famine follies" foram executados. Entre eles: estradas no meio do nada, entre dois pontos aparentemente aleatórios; muros de propriedades; ancoradouros em pântanos etc.

## Exemplos

### Alemanha
- Castelo Neuschwanstein em Hohenschwangau, Baviera
- Ruinenberg em Sanssouci Park, Potsdam

### Austrália
- Castelo Kryal, Ballarat, Victoria

### Canadá
- Casa Loma, Toronto, Ontário

### Coreia do Norte
- Hotel Ryugyong, foi projetado como um hotel, mas tornar-se-ia um folly

### Estados Unidos da América

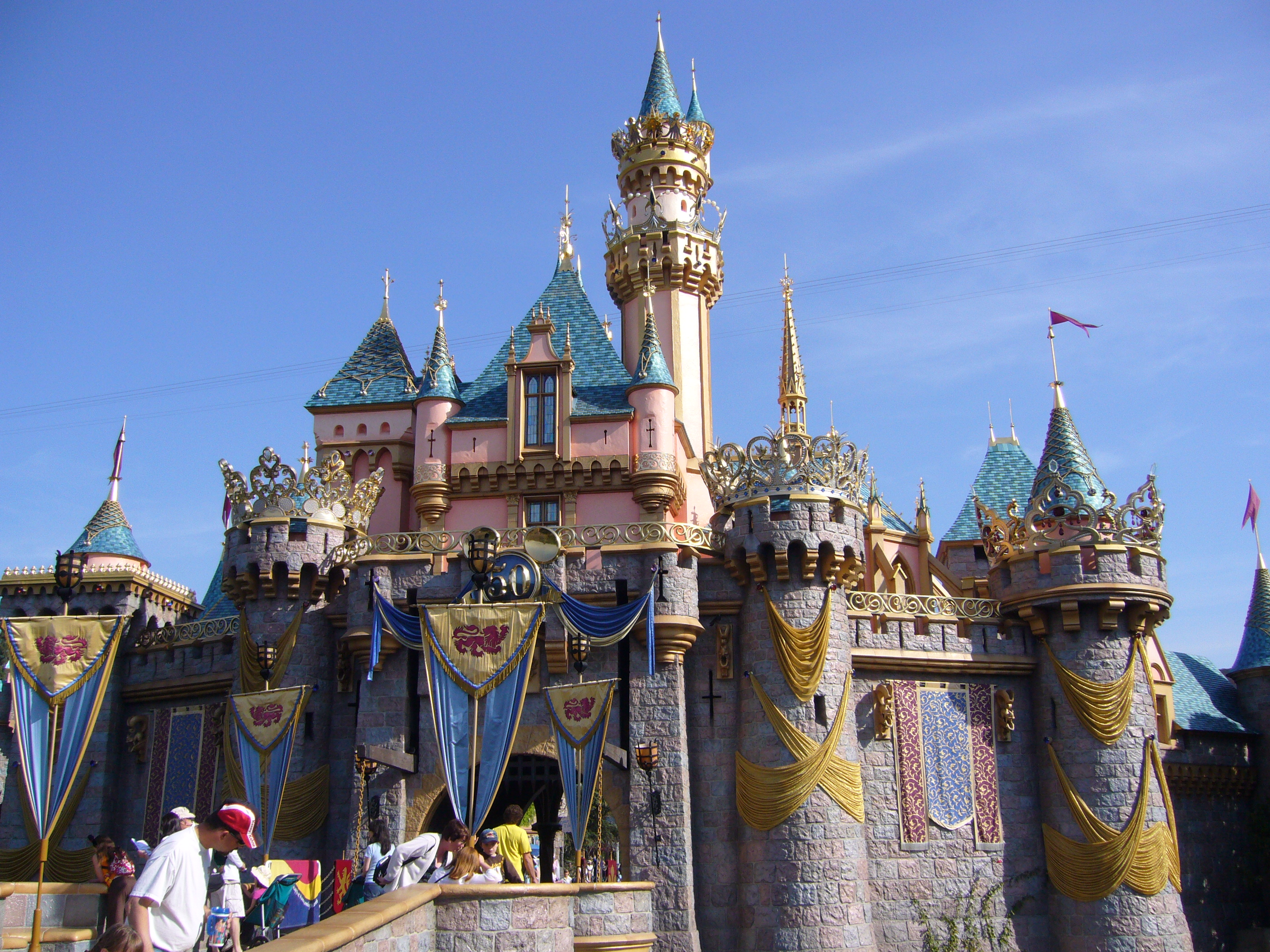
Castelo da Bela Adormecida na Disneylândia (Anaheim, Califórnia).

- Gillette Castle State Park, Connecticut
- Belvedere Castle, Central Park, Estado de Nova York
- Lawson Tower, Scituate, Massachusetts
- Ypsilanti Water Tower, Ypsilanti, Michigan
- Lucy the Elephant, Margate City, Nova Jérsei
- Peachoid Water Tower, Gaffney, Carolina do Sul
- Winchester Mystery House, San Jose, Califórnia
- Bishop Castle, nas cercanias de Pueblo, Colorado
- Körner's Folly, Kernersville, Carolina do Norte
- Experience Music Project, Seattle, Washington
- Harold's Auto Station, Spring Hill, Flórida
- Boldt Castle, Thousand Islands
- Chicago Water Tower, Chicago, Illinois
- Castelo da Cinderela e Castelo da Bela Adormecida, em Lake Buena Vista, Flórida e Anaheim, Califórnia, respectivamente
- O Matterhorn Bobsleds da Disneylândia, também em Anaheim, Califórnia
- O Trylon e Perisphere, bem como a Unisphere, Flushing Meadows, Queens
- Philadelphia City Hall, Filadélfia, Pensilvânia - algumas partes da prefeitura são "follies", particularmente a famosa torre encimada por William Penn
- Carhenge, Alliance, Nebraska
- Seward's Folly, Alasca (evento histórico)

### França
- Désert de Retz, jardim follie em Chambourcy, perto de Paris, França (século XVIII)
- Parque de Bagatelle em Paris, as follies (principalmente o Pagode) da « folie d'Artois »
- Parc de la Villette em Paris, ostenta vários follies modernos do arquiteto Bernard Tschumi
- Ferdinand Cheval em Châteauneuf-de-Galaure, construiu o que ele denomina de Palácio Ideal, visto como um exemplo de arquitetura naïve
- Rambouillet : chalé de conchas e leiteria da rainha Maria Antonieta
- Versalhes, Petit Trianon : fábricas do Jardim Inglês e do Hameau de la Reine

### Hungria
- Castelo Bory em Székesfehérvár
- Castelo Taródi em Sopron

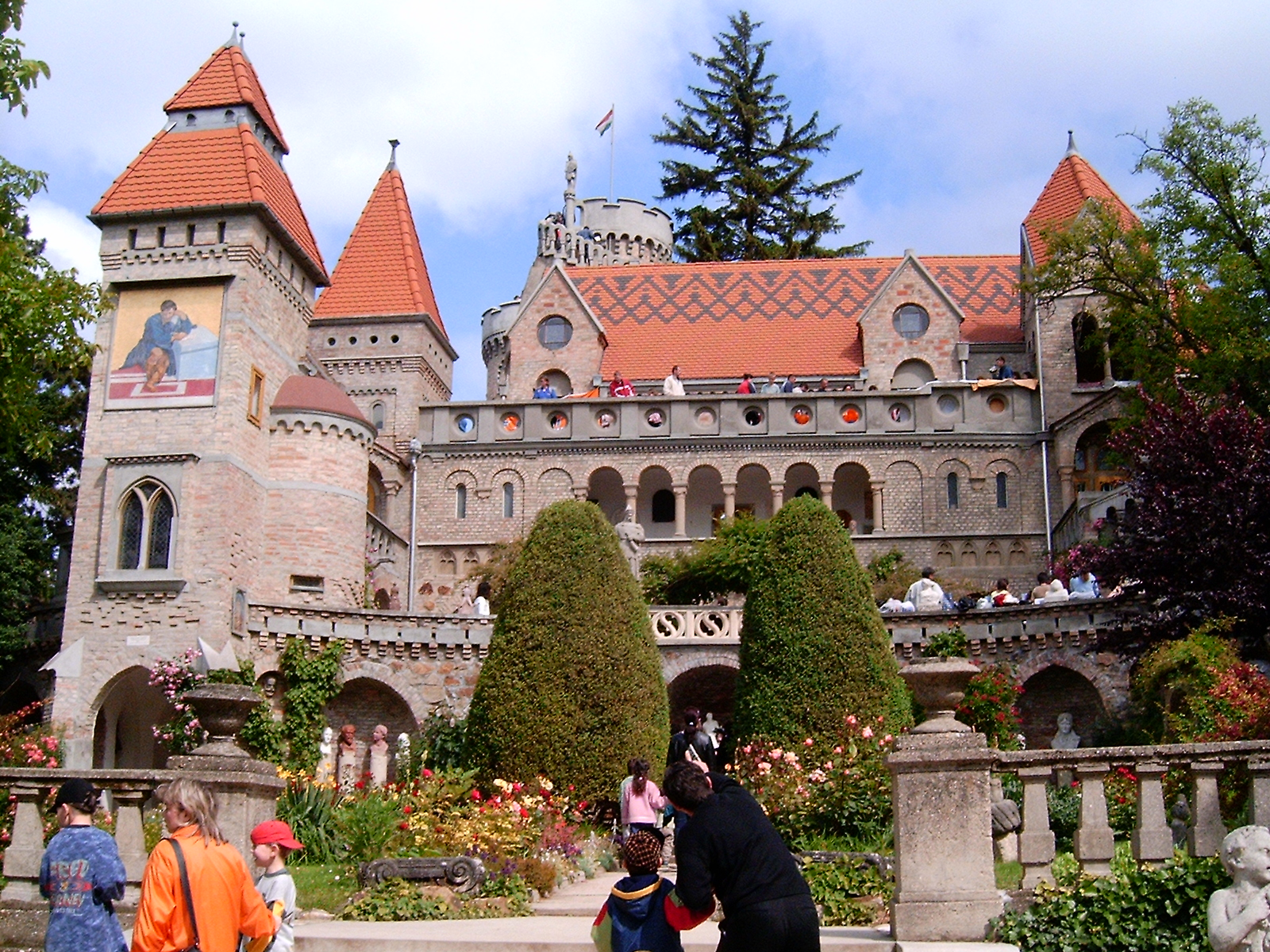
O Castelo Bory em Székesfehérvár.

- Castelo Vajdahunyad no Parque da Cidade de Budapeste

### Índia
- Overbury's Folly, Thalassery, Kerala

### Irlanda
- Casino at Marino
- Conolly's Folly

### Itália
- Jardins Bomarzo

### Reino Unido

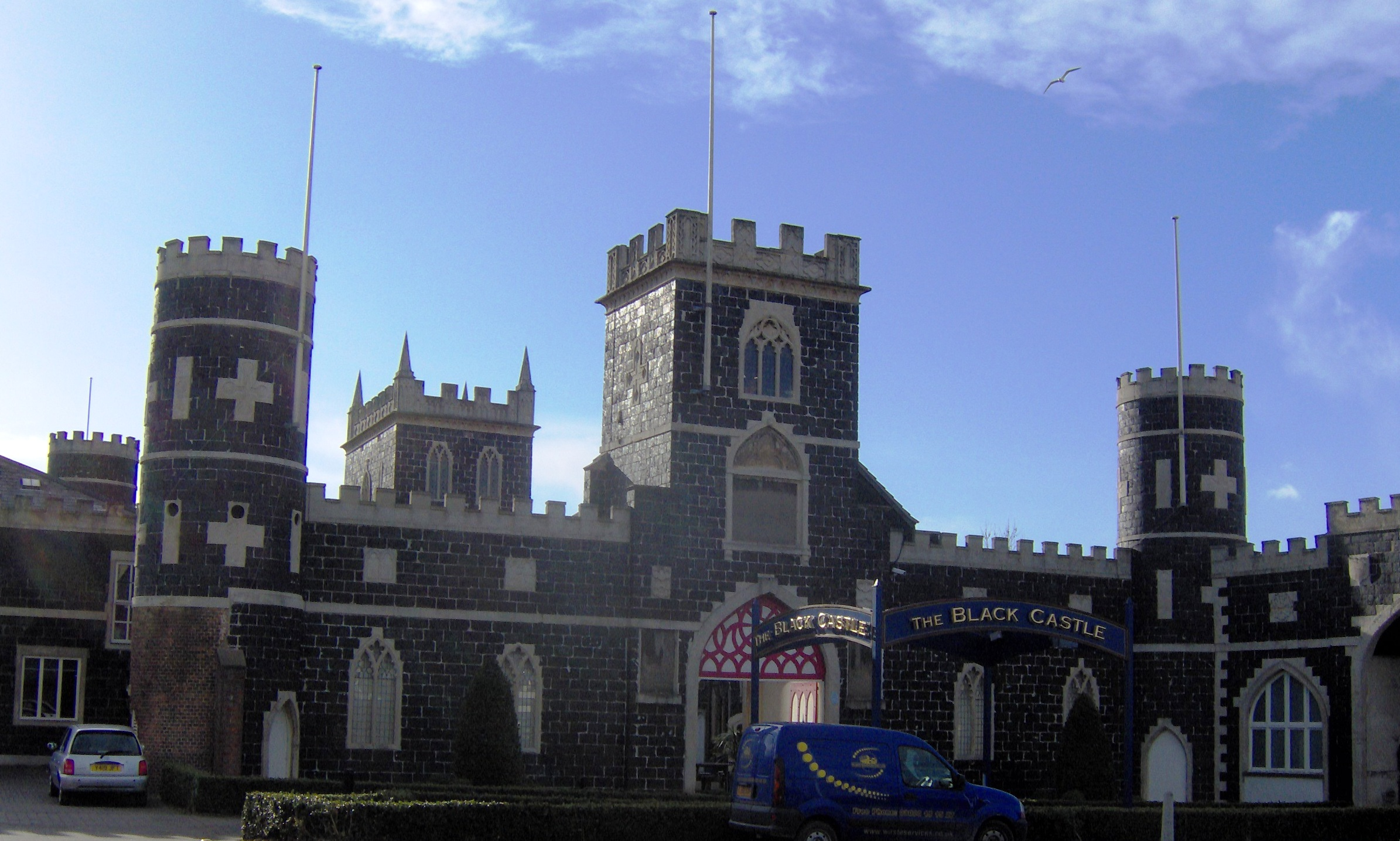
Black Castle Public House, Bristol.

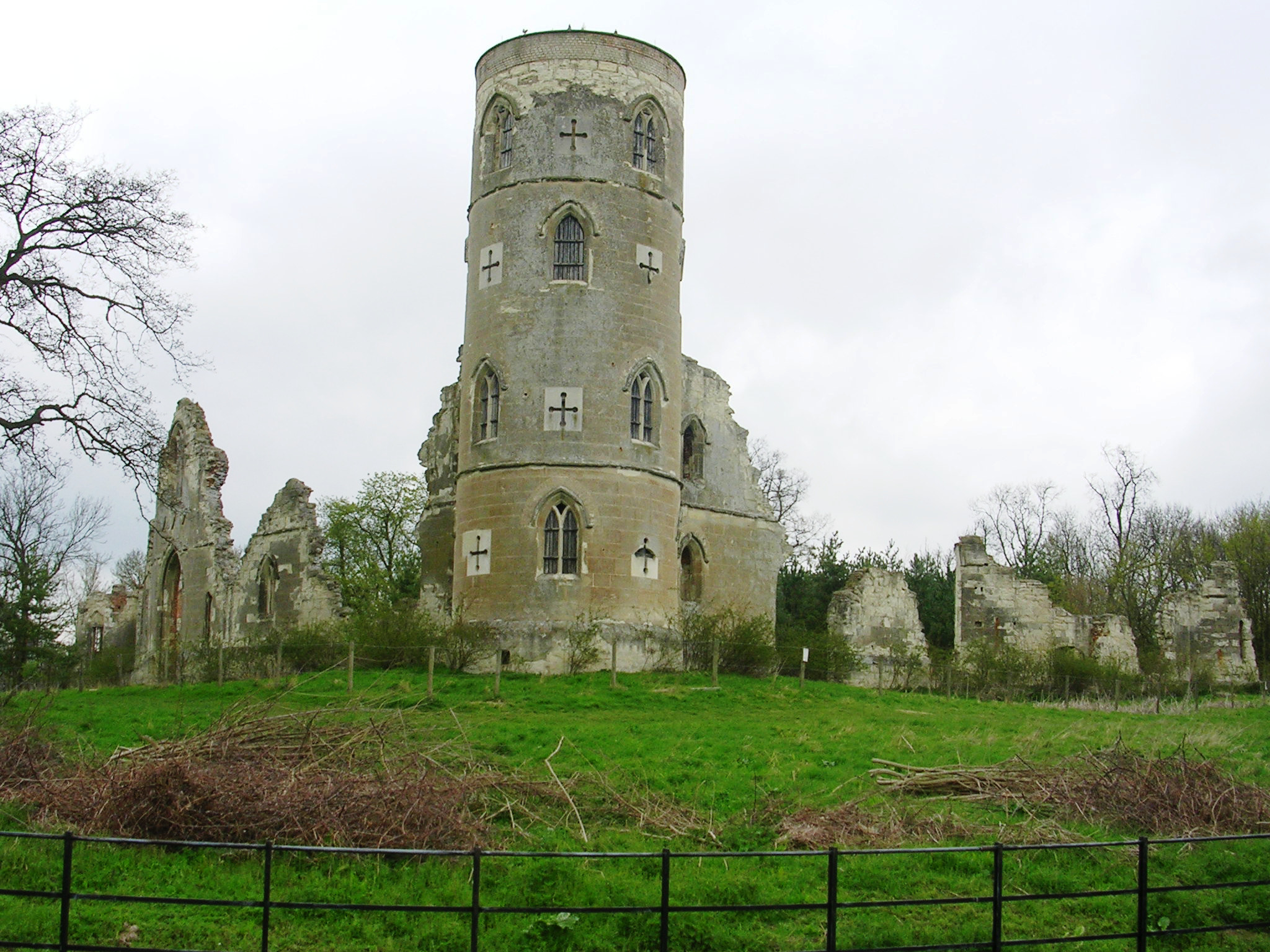
O folly em Wimpole Hall, Cambridgeshire, Inglaterra, construído nos anos 1700s para se assemelhar a ruínas góticas.

- Ashton Memorial, Lancaster, Lancashire, Inglaterra
- Beckford's Tower, Somerset, Inglaterra
- Broadway Tower, The Cotswolds, Inglaterra
- Bettisons Folly, Hornsea, Inglaterra
- Black Castle Public House, Bristol, Inglaterra
- The Cage em Lyme Park, Cheshire, Inglaterra
- The Castle em Roundhay Park, Leeds, Inglaterra
- Clavell Tower, Dorset, Inglaterra
- Clytha Castle, Monmouthshire
- The Caldwell Tower, Lugton, Renfrewshire, Escócia
- Dunmore Pineapple, Falkirk, Escócia
- Faringdon Folly, Faringdon, Oxfordshire
- Flounder's Folly, Shropshire, Inglaterra
- The Folly Tower em Pontypool, Gales
- Fonthill Abbey, Wiltshire, Inglaterra
- Fort Belvedere, Surrey, Inglaterra
- Freston Tower, próeximo a Ipswich, Suffolk
- Gothic Tower em Goldney Hall, Bristol
- The Great Pagoda nos Royal Botanic Gardens, Londres
- Gwrych Castle, um dos maiores follies da Europa, Abergele, norte de Gales
- Hawkstone Park, follies e jardins em Shropshire, Inglaterra
- King Alfred's Tower, Stourhead, Wiltshire, Inglaterra
- McCaig's Tower, Oban, Escócia
- Mow Cop Castle, Cheshire, Inglaterra
- National Monument, Edinburgh, Escócia
- Old John, Bradgate Park, Leicestershire, Inglaterra
- Peckforton Castle, Cheshire, Inglaterra
- Penshaw Monument, Penshaw, Sunderland, Inglaterra
- Perrott's Folly, Birmingham, Inglaterra
- Pope's Grotto, Twickenham, sudoeste de Londres, Inglaterra
- Portmeirion, Gales
- Rushton Triangular Lodge, Northamptonshire (século XVI)
- Severndroog Castle, Shooter's Hill, sudeste de Londres
- Stowe School possui vários follies em seu terreno
- Sway Tower, New Forest, Inglaterra
- Tattingstone Wonder, próximo a Ipswich, Suffolk
- The Temple perto de Castle Semple Loch, Renfrewshire, Escócia
- Watkins' Tower, Londres
- Wentworth Follies, Wentworth, South Yorkshire
- Williamson's tunnels, provavelmente o maior folly subterrâneo do mundo, Liverpool, Inglaterra

### Romênia
- Castelo Iulia Hasdeu, Câmpina.

### Rússia
- Torres em ruínas em Peterhof, Tsarskoe Selo, Gatchina, e Tsaritsino
- La Chapelle, Peterhof
- Creaking Pagoda e Vila Chinesa em Tsarskoe Selo
- Dutch Admiralty em Tsarskoe Selo

### Ucrânia

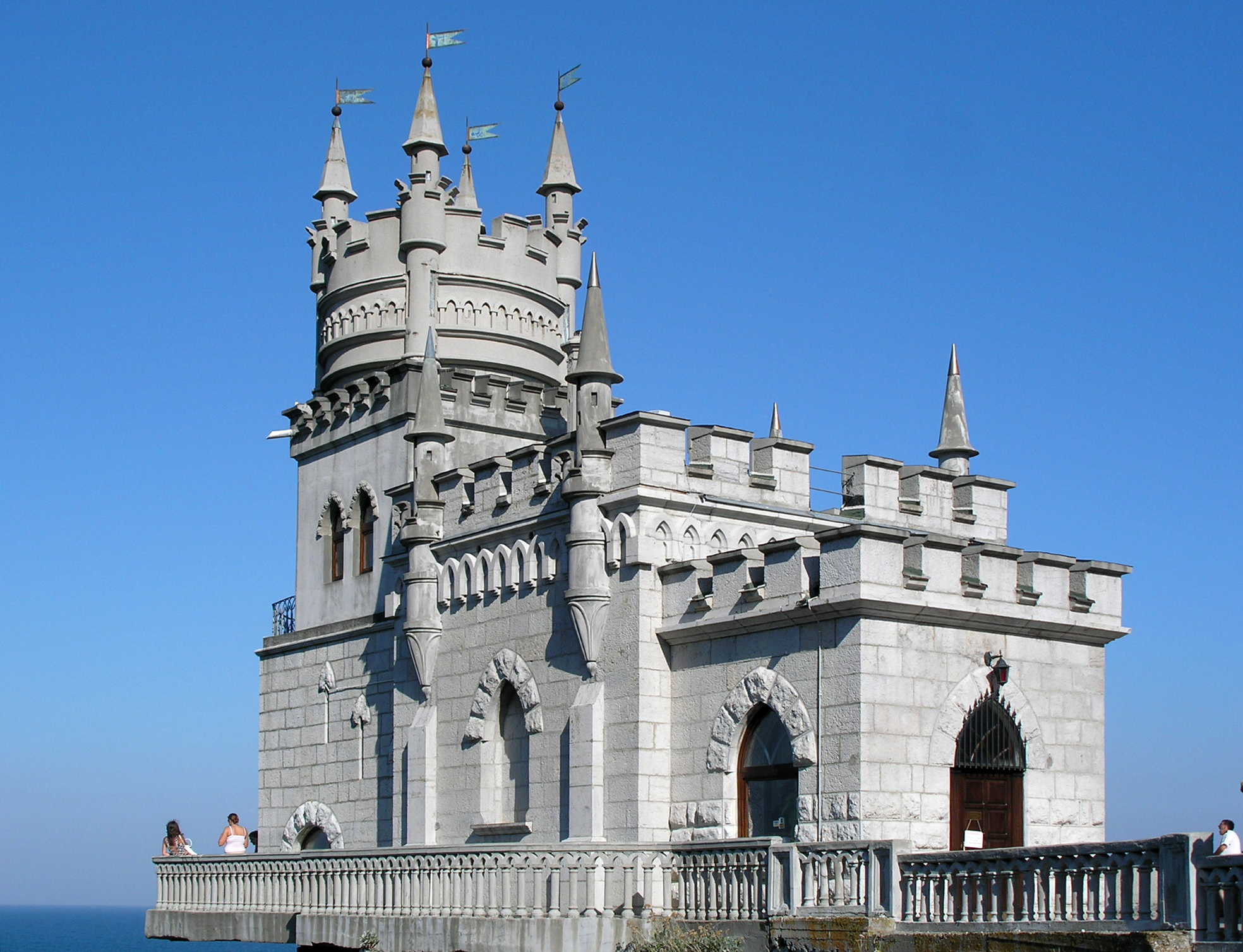
Ninho da Andorinha próximo de Ialta, Crimeia (1912).

- Ninho da Andorinha, próximo de Ialta